# Paul Woods
Pour les articles homonymes, voir Woods.
Paul Woods (né le 12 avril 1955 à Hespeler au Canada) est un joueur professionnel de hockey sur glace de la Ligue nationale de hockey et est aujourd'hui un analyste radio pour les matchs des Red Wings de Détroit.

## Carrière
Repêché par les Canadiens de Montréal au cours du repêchage amateur de la LNH 1975 51e au total et par les Toros de Toronto au 84e rang du repêchage amateur de l'AMH 1975, Woods s'entendit avec le Canadien, préférant la LNH à l'AMH, comme la plupart des jeunes joueurs de son temps. N'ayant cependant pas sa place au sein de l'alignement chargé de vedettes du Canadien, Woods prit la route de la Ligue américaine de hockey.
Il ne jouera cependant jamais pour Montréal. La LNH instaura le Waiver Draft en 1977 et Woods s'amena à Detroit via ce tout premier repêchage intra-ligue, alors encore à l'état expérimental. À l'époque, la plupart des gens[Qui ?] se sont moqués des Wings qui avaient déboursés 50 000 dollars pour Woods, un jeune ailier gauche de 19 ans qui jouait pour le club-école du Canadien et semblait promis à une carrière de joueur des ligues mineures. Au terme de la saison cependant, la plupart de ces mêmes personnes s'entendaient pour dire qu'il s'agissait là de la meilleure acquisition des Red Wings depuis des années.
Woods, qui remporta deux fois la Coupe Calder avec les Voyageurs de la Nouvelle-Écosse, fut promu au sein d'un trio avec Dale McCourt et Bill Lochead et cumula 19 buts et 23 passes à sa saison recrue; il devint aussi très rapidement l'un des favoris de la foule du Joe Louis Arena à cause de son éthique de travail et de sa vitesse foudroyante. Il devint à 19 ans le plus jeune capitaine de l'histoire des Wings et embrassa à la perfection le rôle défensif qui lui fut assigné.. Son entraîneur Bobby Kromm n'avait que de bon mots à son sujet, et lui confia beaucoup de temps de jeu et des rôles défensifs, dans lesquels il excella. Déjà à sa saison recrue, Woods était extrêmement efficace pour tuer les infériorités numériques et contrait déjà les meilleurs joueurs adverses comme un vétéran, un talent qui ne manqua pas d'impressionner ses coéquipiers, ses adversaires, ainsi que plusieurs connaisseurs. Bien qu'étant exclusivement offensif au niveau junior, Woods non seulement accepta, mais surtout apprécia les tâches défensives qui lui furent confiés, tâches dont il s'acquitta à merveille au cours des sept saisons qu'il a passé à Detroit. Une blessure aux côtes vint mettre un frein à sa carrière, et c'est un Woods diminué qui termina sa carrière dans la LAH avec les Red Wings de l'Adirondack en 1985. Il revint peu après dans les parages des Red Wings, ayant rapidement eu une offre pour participer à la radiodiffusion des matches des Wings, ce qu'il fait toujours aujourd'hui.
Il marquera 196 points, dont 72 buts, en 501 matchs de LNH. Il représenta aussi le Canada au Championnat du monde de hockey sur glace 1979.